# Berger-malom
Berger Lajos gőzmalma vagy Király gőzmalom egy budapesti gőzmalom volt.

## Története
A malom 1860-ban épült fel a mai Budapest II. kerületi Fő utca – Kacsa utca – Bem rakpart – Patak (ma: Vitéz) utca által határolt telken (Fő utca 73.). Az építtető hamarosan tönkrement, és Bécsbe távozott, a létesítményt a hitelezői eladták. 1864-től Első Budai Gőzmalom Rt. lett, 1867-ben ismét eladták, innentől a Budai Király Gőzmalom Rt. működtette. 1872-től ez a cég felszámolás alatt állt, az üzem újabb tulajdonoscserén ment át, a Hedrich & Strauss cég birtokába került. 4 évvel később, építésének 20. évében tűzvész áldozata lett.
A malom eredeti tervezője nem ismert. 1869-ben jelentős bővítést hajtottak végre az épületen, ez Wagner János nevéhez fűződik. A művészettörténészek szerint a korabeli ipari épületekhez képest jóval gazdagabb architektúrával történt meg a bővítés; ennek valószínű oka, hogy a tervező a városszépítés feladatának is igyekezett megfelelni.